# Gino Soldà
Gino Duilio Soldà (* 8. März 1907 in Recoaro Terme; † 8. November 1989 ebenda) war ein italienischer Bergsteiger und Skilangläufer, dem zahlreiche Erstbegehungen vorwiegend in den Dolomiten gelangen.

## Biographie
Nach der Schule arbeitete er als Bergführer und später als Getränkegroßhändler in seinem Geburtsort. Von 1923 an absolvierte er zahlreiche Felsfahrten in den italienischen Dolomiten. Ihm gelangen Erstbegehertouren im damals höchsten Schwierigkeitsgrad (VI UIAA), viele davon in den Piccole Dolomiti (kleine Dolomiten), einer Bergkette im Südosten des Trentino. Bereits 1924 hatte er dort auch im Alleingang die Winter-Erstbegehung der Baffelan-Ostwand erzielt. Es folgten viele weitere Touren und eine Teilnahme im Skilanglauf bei den Olympischen Winterspielen 1932 in Lake Placid, wo er den 26. Platz über 18 km erreichte.
1934 gelang ihm unter anderem die Erstbegehung der Direkten Nordwand des Zahnkofel (Dolomiten) mit Franco Bertoldi, sowie die Erstbegehung der Nordwestwand des Ortler (Ostalpen) mit Giuseppe Pirovano. 1936 folgte mit Umberto Conforta die international beachtete Erstbegehung der Marmolata-Südwestwand (Dolomiten) und mit Franco Bertoldi die Erstbegehung der Direkten Nordwand des Langkofel (Dolomiten). Zwei weitere bedeutende Erstbegehungen gelangen ihm 1947 mit der Südverschneidung am Piz Ciavazes (Dolomiten) mit Guido Pagani und 1953 mit der Nordwestwand des Sass Pordoi (Dolomiten) mit Franco Falconi.
1954 war er aufgrund seiner Erfahrung, seines Organisationstalents und seiner Englischkenntnisse, Teilnehmer einer von Ardito Desio geleiteten italienischen Karakorum-Expedition, bei der Achille Compagnoni und Lino Lacedelli die Erstbesteigung des K2 (8611 m) gelang. Soldà selbst erreichte als ältester Expeditionsteilnehmer eine Höhe von etwa 7100 m.
Zu seinen weiteren Seilpartnern zählten Gaston Rébuffat und Hans Kraus. Mit Kraus eröffnete er 1963 die John F. Kennedy-Route am Torre d'Émmele in den kleinen Dolomiten. Seine letzte Klettertour unternahm er 1978 im Alter von 71 Jahren. Bis zu seinem Ruhestand 1978 war er Leiter der Recoaro-Valdagno Bergrettungsstation.